# Chlorograpta variegata
Chlorograpta variegata là một loài bướm đêm trong họ Noctuidae.